# Naspers

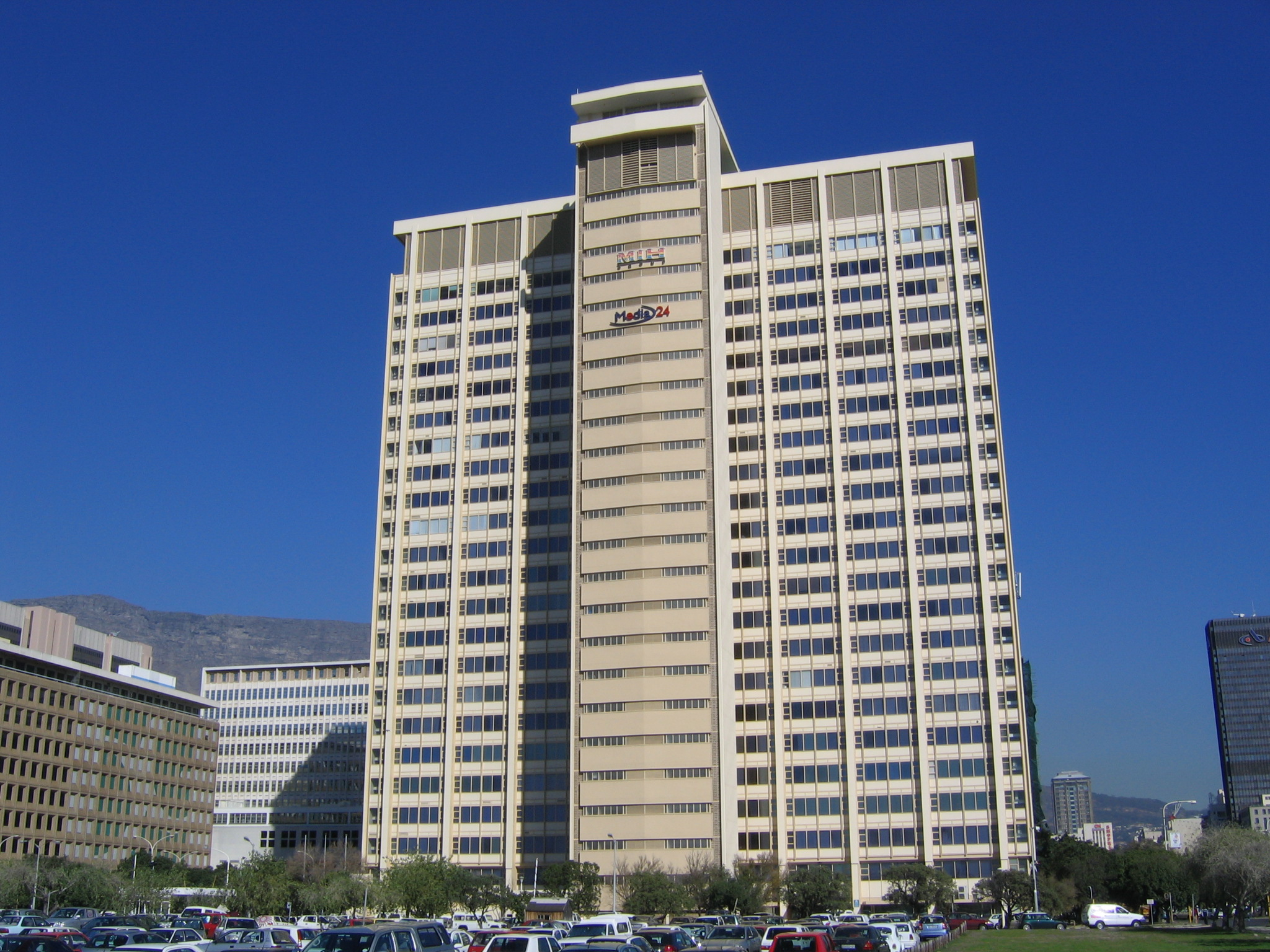
Siège de Naspers building au Cap CBD.

Naspers (à l'origine De Nasionale Pers qui signifie la presse nationale en afrikaans) est un conglomérat sud-africain . Fondé en 1915 en tant que groupe de presse, son siège social est basé à Naspers City, au Cap (Afrique du Sud). En un siècle, la petite société d'édition de journaux est devenue un géant du web et un conglomérat international, présent dans plus de 130 pays sur tous les continents.
La principale filiale de la société Naspers est Media24 au travers de laquelle elle détient plus de 80 journaux et 60 magazines en afrikaans et en anglais comme le Daily Sun, City Press, Beeld, Die Burger, Volksblad et Rapport. Naspers contrôle ainsi 60 % des titres de magazines en Afrique du Sud. Sa branche électronique contrôle plusieurs chaines de télévisions câblés (M-net, DSTV et Supersport). Grâce à sa filiale Media 24 Digital, elle gère également plusieurs sites Web dont News24.com, le site d'informations le plus visité d'Afrique du Sud.
Depuis 2016, Naspers est la deuxième entreprise du continent par le chiffre d'affaires, et la plus grande entreprise d'Afrique en matière de capitalisation boursière avec une valeur estimée à 1000 milliards de rands (64 milliards de dollars).

## Historique
Le groupe Naspers est fondé au Cap sous le titre De Nasionale Pers le 12 mai 1915 par Pieter Malan, Fred Dormehl et Willie Hofmeyr, des nationalistes afrikaners dont l'objectif est de défendre et promouvoir la cause du peuple Afrikaner par le biais d'un groupe de presse. Sa première publication est alors le journal nationaliste Die Burger  dont la rédaction est confiée à Daniel François Malan.
L'année suivante, il sort son premier magazine, De Huisgenoot puis en  1918, fonde une compagnie d'édition appelée De Burger Boekhandel.
Proche de la branche capitaliste du Parti national, Naspers accompagne la montée du parti au pouvoir, d'abord en 1925 puis encore en 1948. Son conseil d'administration compte alors des personnalités de premier plan du parti comme Hendrik Verwoerd puis plus tard Pieter Botha. Il constitue ainsi l’un des piliers qui mènera les promoteurs de l’apartheid au pouvoir.
Si durant la période d'apartheid, le groupe continue d'éditer des revues et journaux favorables au gouvernement nationaliste, il diversifie son activité et publie également des journaux non politiques de langue anglaise. En 1985, il lance en Afrique du Sud sa première chaine de télévision câblée, M-Net, qui se révèle un véritable succès commercial. Le groupe ne prend ses distances avec l’idéologie raciste qu’au début des années 1990.
En 1993, M-Net est divisée en deux compagnies, la première axée sur la télévision payante, la seconde, MIH Holdings Limited, sur la téléphonie mobile.
En septembre 1994, Nasionale Pers entre sur le marché des cotations de la bourse de Johannesburg et en 1998, abrège son nom en Naspers alors que ses filiales se développent avec succès dans le domaine de l'internet, en particulier dans les pays émergents, notamment en Asie.
Ainsi, durant les années 2000, Naspers développe ses activités en Chine où il acquiert 9,9 % des titres de Beijing Media Corporation (“BMC”). Naspers entre également dans le capital de Tencent (2001) et possède en 2016 34 % des parts du développeur de WeChat.
En 2005, Naspers acquiert les droits de Tiscali pour l'Afrique du Sud, continue son développement à l'étranger, notamment en Europe et aux États-Unis et effectue une percée en Russie où elle possède, en 2016, 29 % des parts de Mail.ru, le propriétaire de VKontakte et est actionnaire majoritaire d'Avito, une entreprise de vente en ligne.
En 2015, Naspers se lance dans la vidéo à la demande avec Showmax.
Si l'essentiel de ses bénéfices provenait il y a quelques années de son activité en Afrique du Sud (72 %), ses activités sur Internet, selon la compagnie elle-même, représentent 68 % de son chiffre d'affaires sur l'année 2015/2016.
En septembre 2017, Naspers annonce l'acquisition de la moitié de la participation de Rocket Internet dans Delivery Hero pour 660 millions d'euros, pour faire passer sa participation à 23,6 %.
Le groupe rassemble en 2019 ses investissements internationaux dans Prosus N.V., Liste des actifs de Naspers.
En mai 2021, Naspers a annoncé un échange d'actions avec sa filiale néerlandaise Prosus, cotée en bourse, afin de réduire la décote entre la valeur des actifs des deux sociétés et leur capitalisation boursière. L'opération, finalisée en août 2021, a réduit la participation de Naspers dans Prosus à 56,92 % et a donné à Prosus une participation d'environ 49 % dans sa société mère.
À la suite de l'invasion russe de l'Ukraine en 2022, Naspers (par l'intermédiaire de sa filiale Prosus) a radié sa participation de 27,29 %, précédemment évaluée à 769 millions de dollars, dans la société internet russe VK.

## Présidence, Directions et Conseils

### Présidence
- Président directeur général : Robert von Dijk (depuis le 1er janvier 2018)

### Direction générale
- Directeurs généraux : Basil Sgourdos et Mark Sorour (depuis le 1er janvier 2021)

- Secrétaire générale : David Tudor (depuis le 1er janvier 2020)

- Directrice des ressources humaines : Aileen O'Toole (depuis le 1er janvier 2021)

- Directeurs financiers : Gilles Grapinet et Craig L. Enenstein (depuis le 1er janvier 2022)

- Directeurs commerciaux : Hendrik Jacobus du Toit et Jacobus Petrus Bekker (depuis le 1er janvier 2020)

- Directrices marketing : Émilie M. Choi et Vasileois Sgourdos (depuis le 1er janvier 2023)

- Directrices des juridique : Debra Meyers et Manisha Girotra (depuis le 1er janvier 2021)

- Directrices des opérations : Sharmistha Dubey et Rachel Catharina cornella (depuis le 1er janvier 2023)

- Directeurs techniques : Roberto de Oliveira de Lima et Ying Xu (depuis le 1er janvier 2015)

- Directeur manager : Stephan Jz. Pacak et Francis Ln. Letolo (depuis le 1er janvier 2017)